# Lucius Aemilius Barbula
Lucius Aemilius Barbula war ein römischer Politiker aus dem Geschlecht der Aemilier. Im Jahr 281 v. Chr. war er Konsul. Sein Amtskollege war Quintus Marcius Philippus. Im folgenden Jahr, 280 v. Chr., hielt er als Prokonsul einen Triumphzug über die Tarentiner, die Samniten und die Sallentiner ab. Im Jahr 269 v. Chr. war Barbula zusammen mit Quintus Marcius Philippus Zensor.
Sein vollständiger Name lautete L. Aimilius Q. f. Q. n. Barbula. Sein Vater war der Konsul des Jahres 317 v. Chr., Quintus Aemilius Barbula.